# Обедін
Обедін (рум. Obedin) — село у повіті Долж в Румунії. Входить до складу комуни Бряста.
Село розташоване на відстані 191 км на захід від Бухареста, 10 км на північний захід від Крайови.

## Населення
За даними перепису населення 2002 року у селі проживали 469 осіб, усі — румуни. Усі жителі села рідною мовою назвали румунську.